# Bahnhof Düsseldorf-Eller
Der Bahnhof Düsseldorf-Eller liegt etwa 5 Kilometer südöstlich des Düsseldorfer Hauptbahnhofs im Düsseldorfer Stadtteil Eller. Er befindet sich an den Bahnstrecken Mülheim-Speldorf–Troisdorf und Düsseldorf–Solingen, die von hier Richtung Südosten bis zum Bahnhof Hilden parallel verlaufen. Am Bahnhof ist eine Haltestelle mehrerer Buslinien.
Am 1. April 1985 wurde das ehemalige Empfangsgebäude des Bahnhofs in die Denkmalliste der Stadt in der Kategorie Technische Denkmäler eingetragen.

## Lage und Aufbau
Der Bahnhof liegt in nordöstlicher Randlage des Düsseldorfer Stadtteils Eller. Er hat vier durchgehende Hauptgleise. Die nördlichen Gleise 4 und 5 sind die Durchgangsgleise der Güterzugstrecke Mülheim-Speldorf – Düsseldorf-Eller – Hilden – Opladen – Troisdorf und haben keinen Bahnsteig. Das mittige Gleis 3 dient der Einfädelung der seit 1980 bestehenden eingleisigen Strecke Abzw. Sturm – Eller in die Verbindung Troisdorf–Mülheim-Speldorf. Die südlichen Gleise 1 und 2 liegen an der von S-Bahn-Zügen der Linien S 1 und S 7 befahrenen Bahnstrecke Düsseldorf–Solingen. Zwischen diesen beiden Gleisen befindet sich ein Mittelbahnsteig mit Zugängen zur Vennhauser Allee. Der Bahnsteig ist durch nachgerüstete Aufzüge inzwischen barrierefrei erreichbar. Drei weitere Hauptgleise befinden sich am südöstlichen Bahnhofsende neben den durchgehenden Hauptgleisen der Güterzugstrecke.
Das Stellwerk des Bahnhofs, ein Relaisstellwerk der Bauform Sp Dr S60, wurde am 1. April 1979 in Betrieb genommen und befindet sich auf der Südseite des Bahnhofs östlich des ehemaligen Empfangsgebäudes in Höhe des südöstlichen Bahnsteigendes. Bis zu dessen Inbetriebnahme gab es zwei mechanische Stellwerke am Westkopf und am Ostkopf, die sofort nach Inbetriebnahme des Relaisstellwerks abgebrochen wurden. Das Stellwerk am Westkopf war auch für die Schließung des Bahnübergangs Vennhauser Allee zuständig.

## Geschichte
Die Bahnstrecke Mülheim-Speldorf–Troisdorf und mit ihr der Bahnhof Eller wurde von der Rheinischen Eisenbahn-Gesellschaft am 18. November 1874 eröffnet. Zuvor waren seit dem 20. Dezember 1845 der Bahnhof Benrath und der erste Düsseldorfer Bahnhof an der Stammstrecke der Köln-Mindener Eisenbahn-Gesellschaft die Bahnstationen für Eller, da der Bahnhof Reisholz erst 1899 in Betrieb ging. Die Strecken der Köln-Mindener Eisenbahn-Gesellschaft und der Rheinischen Eisenbahn-Gesellschaft verlaufen weitgehend parallel, was eine Folge der Konkurrenz privater Eisenbahngesellschaften im 19. Jahrhundert war. Im Zuge von Bismarcks Verstaatlichungspolitik wurden sowohl die Köln-Mindener Eisenbahn-Gesellschaft als auch die Rheinische Eisenbahn-Gesellschaft mit Wirkung vom 1. April 1881 verstaatlicht. Die einheitliche Betriebsführung durch den Staat führte dazu, dass die durch Eller führende Bahnstrecke Mülheim-Speldorf–Troisdorf primär zu einer wichtigen Güterzugachse mit unbedeutendem und später ganz eingestelltem Personenverkehr wurde.
Am 1. Oktober 1891 wurde zusammen mit dem ersten Düsseldorfer Hauptbahnhof auch eine neue Bahnstrecke von dort zum Bahnhof Eller eröffnet, so dass eine durchgehende Bahnverbindung zwischen Düsseldorf Hauptbahnhof und Hilden über Eller bestand. Im Anschluss an dieser Strecke wurde am 3. Januar 1894 die Bahnstrecke Hilden–Ohligs-Wald (später Solingen-Ohligs, heute Solingen Hauptbahnhof) eröffnet.
Der elektrische Betrieb zwischen Wedau und Köln sowie zwischen Düsseldorf Hbf und Düsseldorf-Eller wurde zum Fahrplanwechsel am 27. Mai 1962 aufgenommen. Die meisten Züge des Personenverkehrs fuhren aber noch bis zur Aufnahme des S-Bahn-Verkehrs mit Dieseltriebfahrzeugen, da die Strecke von Hilden nach Solingen-Ohligs noch nicht elektrifiziert war. Lediglich die Nahverkehrszüge von Düsseldorf Hauptbahnhof über Hilden nach Opladen, die nur montags bis freitags dreimal täglich verkehrten, wurden elektrisch betrieben. Ebenfalls mussten die Züge der Linie Düsseldorf Hbf – Remscheid-Lennep – Wuppertal-Vohwinkel noch bis zum 30. Juli 1979 im Abschnitt Düsseldorf-Eller – Hilden die stark belastete Güterzugstrecke Troisdorf–Mülheim-Speldorf mitbenutzen, was häufig zu Verspätungen führte.
Im Zuge der baulichen Vorbereitung des S-Bahn-Betriebes wurde der Abschnitt Abzw. Sturm (in der Nähe des Haltepunktes Düsseldorf-Eller Mitte) – Düsseldorf-Eller auf 3 Gleise (Inbetriebnahme 1980) und der Abschnitt Düsseldorf-Eller – Hilden auf 4 Gleise (Inbetriebnahme 30. Juli 1979) erweitert, so dass die Züge des Personenverkehrs seitdem ungestört vom Güterverkehr verkehren können. Weitere Baumaßnahmen betrafen die Beseitigung des Bahnübergangs Vennhauser Allee und dessen Ersatz durch eine Straßenunterführung mit Bushaltestellen sowie den Bau eines Mittelbahnsteiges, der von der Unterführung der Vennhauser Allee erreicht werden kann. Zuvor hielten die Züge in Richtung Hilden am Hausbahnsteig vor dem damals noch durch die Deutsche Bundesbahn genutzten Bahnhofsgebäude und in Richtung Düsseldorf Hauptbahnhof an einem schmalen Zwischenbahnsteig, der nur vom Hausbahnsteig aus durch Überschreiten des Gleises in Richtung Hilden erreicht werden konnte. Zeitgleich mit der Betriebsaufnahme der S 7 bis Solingen-Ohligs erfolgte am 28. September 1980 auch die Inbetriebnahme des elektrischen Betriebes zwischen Hilden und Solingen-Ohligs.
Mit der Inbetriebnahme des S-Bahn-Verkehrs am 28. September 1980 wurde der Bahnhof zunächst durch die Linie S 7 (Düsseldorf Flughafen – Düsseldorf Hbf – Hilden – Solingen-Ohligs) bedient, in den nachfolgenden Jahren in der Hauptverkehrszeit ergänzt durch einzelne Fahrten der Linie S 1 (Dortmund Hbf – Duisburg Hbf – Düsseldorf Hbf), die über Düsseldorf Hbf hinaus verlängert wurden bis/ab Hilden oder Solingen-Ohligs. Zum Fahrplanwechsel am 13. Dezember 2009 wurde das Netz der S-Bahn Rhein-Ruhr überarbeitet. Die S 7 entfiel, ihre Aufgaben wurden von zwei anderen S-Bahn-Linien übernommen. Ihr Nordast (Düsseldorf-Flughafen Terminal – Düsseldorf Hbf) fiel der S 11 und ihr Südast (Düsseldorf Hbf – Solingen Hbf) der S 1 zu. Seitdem wird der Bahnhof Düsseldorf-Eller von der Linie S 1 bedient. Die Liniennummer S 7 wird seit dem 15. Dezember 2013 für die mit Dieseltriebwagen betriebene Linie Solingen Hbf – Remscheid-Lennep – Wuppertal Hbf verwendet („Der Müngstener“).

## Bahnhofsgebäude

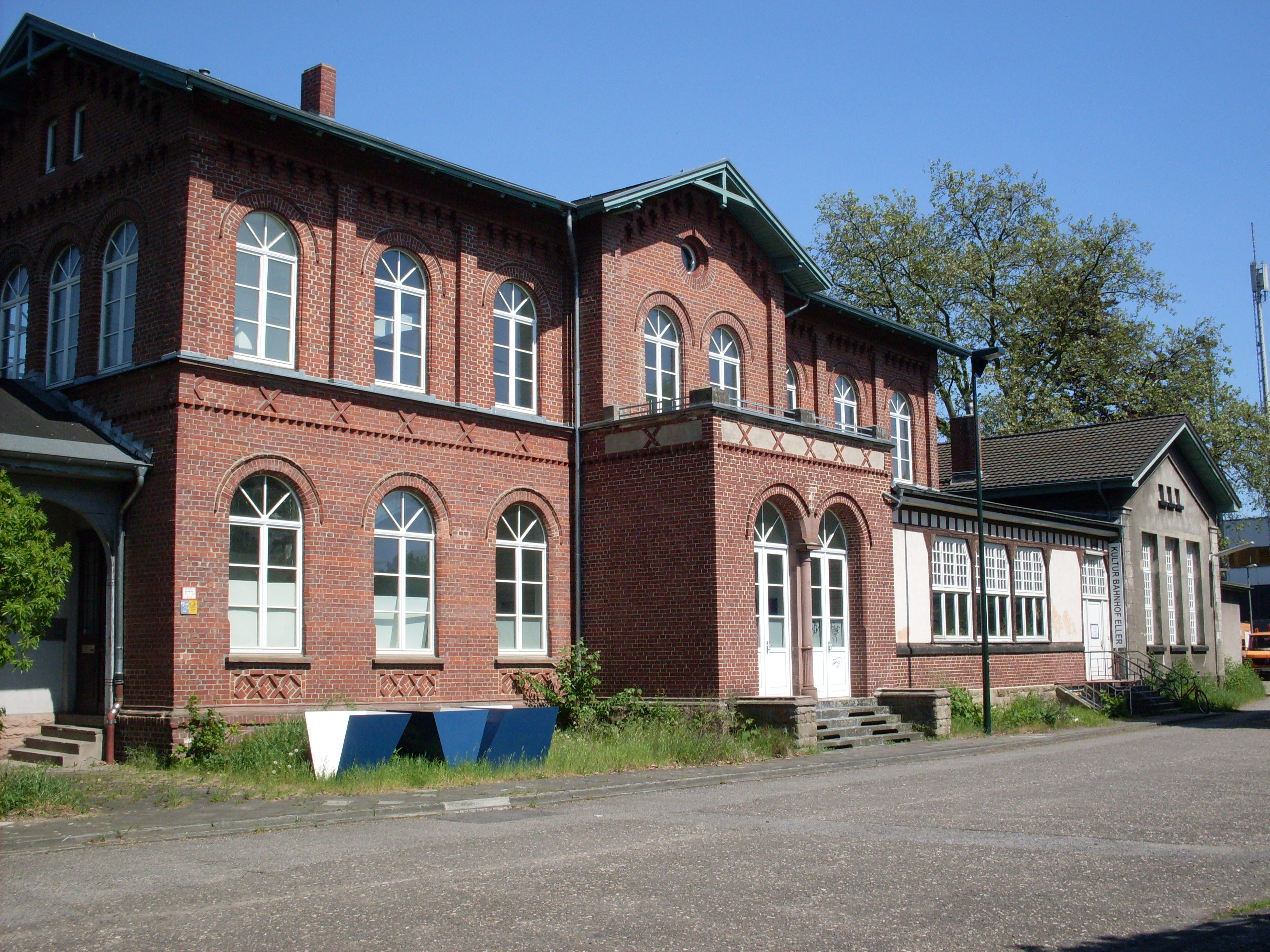
Kulturbahnhof Eller

Das Bahnhofsgebäude wurde 1872 als Ziegelbau errichtet. 1909 wurde ein Wartesaal angebaut. Mit der Inbetriebnahme des heutigen – ohne Überschreitung von Gleisen erreichbaren – Mittelbahnsteiges im Jahr 1979 wurde das Gebäude nicht mehr für Bahnzwecke genutzt, sondern Künstlern als Atelier zur Verfügung gestellt. 1982 fand die erste öffentliche Ausstellung statt, gefolgt von über 100 weiteren Ausstellungen, an denen mehr als 400 Künstler teilnahmen. 1986 wurde der Freundeskreis Kulturbahnhof Eller e. V. gegründet.

## Linien
2023 wird der Bahnhof von einer Linie der S-Bahn Rhein-Ruhr, einer Metrobuslinie und vier Stadtbuslinien, sowie einer saisonalen Shuttlebuslinie zum nahegelegenen Strandbad Unterbacher See angefahren.

### S-Bahn
| Linie | Verlauf | Takt                                                                            |
| ----- | --- | ------------------------------------------------------------------------------- |
| S 1   | Solingen Hbf – SG-Vogelpark – Hilden Süd – Hilden – D-Eller – D-Eller Mitte – D-Oberbilk – D-Volksgarten – Düsseldorf Hbf – D-Wehrhahn – D-Zoo – D-Derendorf – D-Unterrath – D-Flughafen – Angermund – DU-Rahm – DU-Großenbaum – DU-Buchholz – DU-Schlenk – Duisburg Hbf – MH-Styrum – Mülheim (Ruhr) Hbf – E-Frohnhausen – Essen West – Essen Hbf – E-Steele – E-Steele Ost – E-Eiberg – Wattenscheid-Höntrop – BO-Ehrenfeld – Bochum Hbf – BO-Langendreer West – BO-Langendreer – DO-Kley – DO-Oespel – DO-Universität – DO-Dorstfeld Süd – DO-Dorstfeld – Dortmund Hbf Stand: Fahrplanwechsel Dezember 2023 | 30 min 20 min (Solingen–Duisburg wochentags) 15 min (Essen–Dortmund wochentags) |

### Buslinien
| Linie | Verlauf | Takt            |
| ----- | --- | --------------- |
| M 1   | Stockum, Freiligrathplatz – Falkenweg – Unterrath, Eckenerstraße – D-Unterrath – D-Rath Mitte – Rather Broich – Grafenberg, Staufenplatz – Gerresheim, Torfbruchstraße – D-Gerresheim – Knuppertsbrück – Vennhausen, Siedlung Freiheit – D-Eller – Eller, Vennhauser Allee – Am Schönenkamp – D-Reisholz – Benrath, Forststraße – Urdenbacher Allee – D-Benrath keine weiteren Haltestellen; Mo–Fr 7–21 Uhr alle 20 min | 20 min          |
| 722   | Stadthalle1 – Messe Congress Center2 – Messe, Osteingang – Messe Ost/Stockumer Kirchstr. – Stockum, Am Hain ← Birkhahnweg – Nordfriedhof – Victoriaplatz/Klever Straße – Pempelfort, Venloer Str. – Marienhospital – Schloss Jägerhof – Pempelfort, Adlerstraße – Pempelforter Straße – Stadtmitte, Worringer Platz – Düsseldorf Hbf – Oberbilk, Flügelstraße – Ellerstraße – Lierenfeld, Schlesische Straße 3 – Lierenfeld, Posener Straße – Vennhausen, Gubener Straße – In den Kötten – Vennhausen, Siedlung Freiheit – D-Eller – Eller, Vennhauser Allee 4 Abschnitt 1–2 nur bei Veranstaltungen; Abschnitt 2–3: Mo–Sa 6–19 Uhr alle 20 min; Abschnitt 3–4: Mo–Sa ganztägig und So 9–13 alle 20 min, So 6–8 Uhr alle 30 min, So 13–19 Uhr alle 15 min; weitere Haltestellen auf dem gesamten Linienweg; alle Umsteigehaltestellen sind aber aufgeführt. | 20 min          |
| 730   | Freiligrathplatz 1 – Falkenweg – Unterrath, Eckenerstraße – D-Unterrath – Unterrath, Kirche – D-Rath Mitte – Rather Broich – Mörsenbroicher Weg – Grafenberg, Staufenplatz – Ostparksiedlung – Gerresheim, Torfbruchstraße – Morper Straße – D-Gerresheim – Knuppertsbrück – Vennhausen, Siedlung Freiheit – D-Eller – Eller, Vennhauser Allee 2 – Hassels, Am Schönenkamp – D-Reisholz – Hassels, Kirche – Forststraße – Urdenbacher Allee – D-Benrath 3 – Koblenzer Straße (Haydnstraße) – Urdenbach, Tübinger Straße – Josef-Kürten-Platz4 Abschnitt 1–3: Mo-Fr 5–21, Sa 9–21 alle 10 min, übrige Zeit alle 15 min; Abschnitt 3–4: Mo-Fr 5–21, Sa 9–21 alle 20 min, übrige Zeit alle 30 min | 10 min (20 min) |
| 735   | Bilk, Südpark 1 – Universität Mensa – Universität Mitte – Universität Süd – Universität Südost – Wersten, Otto-Hahn-Straße2 – Ohmweg – Dechenweg – Ickerswarder Straße – Eller, Friedhof – D-Eller Süd – Alt Eller – Vennhauser Allee 3 – Eller – Vennhausen, Siedlung Freiheit – Unterbach, Strandbad Nord – Unterbach, Am Zault – Erkrath-Unterfeldhaus, Neuenhausplatz4 Abschnitt 2–4 Mo–Fr 6–20 Uhr alle 20 min; Abschnitt 3–4 Mo–Fr 20–21 Uhr, Sa 6–21 Uhr alle 30 min, Mo–Sa 21–23 Uhr, So 7–23 Uhr alle 60 min; weitere Haltestellen nur im Abschnitt 2–4 | 20 min          |
| 736   | Kirchplatz – Bilker Allee/Friedrichstraße (D-Bilk , 200–300 m) – Morsestraße – Friedrichstadt – Oberbilker Markt – Lierenfeld, Langenberger Straße – Ronsdorfer Straße – Lierenfeld, Posener Straße – Vennhausen, Gubener Straße – In den Kötten – Vennhausen, Siedlung Freiheit – Am Ellerforst – Eller | 60 min          |
| 891   | Eller, Vennhauser Allee – D-Eller ← D-Unterbacher See, Campingplatz Südstrand – D-Unterbacher See, Standbad Süd verkehrt nur im Sommer täglich und im Frühling und Herbst bei schönem Wetter von 9 bis 19 Uhr alle 30 Minuten | 30 min          |